# 2019冠状病毒病刚果民主共和国疫情
2019冠状病毒病刚果民主共和国疫情，介绍在2019新型冠狀病毒疫情中，在刚果民主共和国发生的情况，可能无法涵盖所有及时的事件。

## 时间轴

### 2020年3月
2020年3月10日，刚果民主共和国卫生部宣布首都金沙萨确诊该国首例嚴重急性呼吸綜合症冠狀病毒2型病例，曾到达法国。
3月12日，刚果民主共和国新增一例嚴重急性呼吸綜合症冠狀病毒2型确诊病例，患者为喀麦隆人，曾在法国度假，3月8日返回首都金沙萨。
3月15日，报告第三例确诊病例，为70岁男性，有瑞士日内瓦和洛桑旅行史，乘布鲁塞尔航空经布拉柴维尔返回金沙萨。
3月17日，新增确诊4例，累计确诊7例。一例为34岁的男性，从美国经法国回国；一例为法国输入。
3月18日，新增确诊7例，累计确诊14例。其中5人曾逗留法国，2人与1名来自法国的病例有过接触。
3月20日，新增确诊4例，累计确诊18例。其中3人为本地感染，1人在法国感染。
3月21日，新增确诊5例，累计确诊23例，新增病例均为刚果人；报告首例死亡病例，于20日去世。刚果对公共交通最大乘客人数做出限制。
3月22日，新增确诊7例，累计确诊30例，其中3人有欧洲旅行史，4人本地感染。
3月23日，新增确诊6例，累计确诊36例；累计死亡2例。
3月24日，新增确诊9例，累计确诊45例。稍晚新增确诊3例，新增死亡1例。总统菲利克斯·齊塞克迪宣布进入国家紧急状态。
3月26日上午，新增确诊3例，累计确诊51例；累计死亡4例，治愈2例。稍晚新增确诊3例，新增死亡1例。
3月27日，新增确诊4例，累计确诊58例；新增治愈1例。确诊患者中金沙萨累计57例，另1例在伊图里省，为一名35岁本国男性。
3月28日，新增确诊7例（均在金沙萨），累计确诊65例；新增死亡1例。
3月29日，新增确诊16例，累计确诊81例。新增病例中，10例为输入病例，其中南基伍省布卡武市2例，金沙萨8例；新增死亡2例，累计8例。
3月30日，新增确诊17例（金沙萨16例，北基伍省1例），累计确诊98例。
3月31日，新增确诊11例，累计确诊109例。

### 4月
4月1日，新增确诊14例，累计123例。新增11例为本地传播，3例为境外输入。累计死亡11例，治愈3例。
4月2日，新增确诊11例，累计134例。新增6例为本地传播，5例为境外输入。累计死亡13例，治愈3例。
4月3日，新增确诊14例，累计148例。新增11例为本地传播，3例为境外输入。累计死亡16例。
4月4日，新增确诊6例，累计154例。新增病例全部位于金沙萨。累计死亡18例。
4月6日，新增确诊7例，累计161例。新增病例全部位于金沙萨。
4月7日，新增确诊19例，累计180例。新增18例位于金沙萨，1例位于布卡武。累计死亡18例，治愈9例。
4月9日，新增确诊35例，累计215例，其中金沙萨新增8例。累计死亡20例，治愈13例。
4月10日，新增确诊8例，累计223例。新增病例全部位于金沙萨。累计死亡20例，治愈16例。
4月11日，新增确诊11例，累计234例。新增病例全部位于金沙萨。
4月12日，新增确诊1例，累计235例。治愈升至17例。
4月13日，新增确诊6例，累计241例。新增病例全部位于金沙萨。新增3例治愈，其中金沙萨2例，北基伍省1例，累计治愈20例。
4月14日，新增确诊13例，累计254例。新增病例全部位于金沙萨。死亡病例升至21例，治愈病例升至21例。
4月15日，新增确诊13例，累计267例。累计死亡22例，治愈23例。
4月16日，新增确诊20例，累计287例。累计死亡23例，治愈25例。
4月17日，新增确诊20例，累计307例。累计死亡25例，治愈26例。
4月18日，新增确诊20例，累计327例。累计死亡25例，治愈27例。
4月19日，新增确诊5例，累计332例。
4月20日，新增确诊18例，累计350例。治愈病例升至35例。
4月21日，新增确诊9例，累计359例。治愈病例升至45例。
4月22日，新增确诊18例，累计377例。治愈病例升至47例。。
4月23日，新增确诊17例，累计394例。治愈病例升至48例。
4月24日，新增确诊22例，累计416例。新增病例21例位于金沙萨，1例位于卢本巴希。死亡升至28例，治愈升至49例。
4月25日，新增确诊26例，累计442例。新增病例全部位于金沙萨。治愈病例升至50例。
4月26日，新增确诊17例，累计459例。
4月27日，新增确诊12例，累计471例。新增10例位于金沙萨，2例位于中刚果省。新增死亡2例，累计死亡30例；新增治愈6例，累计治愈56例。
4月28日，新增确诊20例，累计491例。新增病例全部位于金沙萨。新增治愈3例，累计治愈59例。
4月29日，新增确诊9例，累计500例。新增病例全部位于金沙萨。新增死亡1例，累计死亡31例；新增治愈6例，累计治愈65例。
4月30日，新增确诊72例，累计572例。新增71例位于金沙萨，1例位于北基伍省。新增治愈8例，累计治愈73例。

### 5月
5月1日，新增确诊32例，累计604例。新增死亡1例，累计死亡32例；新增治愈2例，累计治愈75例。
5月2日，新增确诊70例，累计674例。新增死亡1例，累计死亡33例。
5月4日，新增确诊8例，累计682例。新增死亡1例，累计死亡34例；新增治愈5例，累计治愈80例。
5月5日，新增确诊23例，累计705例。新增治愈10例，累计治愈90例。
5月6日，新增确诊92例，累计797例。新增治愈2例，累计治愈92例；新增死亡1例，累计死亡35例。
5月7日，新增确诊66例，累计863例。新增治愈11例，累计治愈103例；新增死亡1例，累计死亡36例。
5月8日，新增确诊34例，累计897例。新增治愈16例，累计治愈119例。
5月9日，新增确诊40例，累计937例。新增治愈11例，累计治愈130例；新增死亡3例，累计死亡39例。
5月10日，新增确诊54例，累计991例。新增治愈6例，累计治愈136例；新增死亡2例，累计死亡41例。
5月11日，新增确诊31例，累计1024例。新增治愈5例，累计治愈141例。
5月12日，新增确诊78例，累计1102例。新增治愈5例，累计治愈146例；新增死亡3例，累计死亡44例。
5月13日，新增确诊67例，累计1169例。新增治愈2例，累计治愈148例；新增死亡6例，累计死亡50例。
5月14日，新增确诊73例，累计1242例。新增治愈9例，累计治愈157例。
5月15日，新增确诊56例，累计1298例。新增治愈55例，累计治愈212例；新增死亡1例，累计死亡51例。
5月16日，新增确诊85例，累计1455例。新增治愈58例，累计治愈270例；新增死亡10例，累计死亡61例。
5月18日，新增确诊83例，累计1538例。新增治愈2例，累计治愈272例。
5月19日，新增确诊91例，累计1629例。新增治愈18例，累计治愈290例。
5月20日，新增确诊102例，累计1731例。新增治愈12例，累计治愈302例。
5月21日，新增确诊104例，累计1835例。新增治愈1例，累计治愈303例。
5月22日，新增确诊110例，累计1945例。新增治愈9例，累计治愈312例；新增死亡2例，累计死亡63例。
5月23日，新增确诊80例，累计2025例。
5月24日，新增确诊116例，累计2141例。新增治愈5例，累计治愈317例。
5月25日，新增确诊156例，累计2297例。新增治愈20例，累计治愈337例；新增死亡4例，累计死亡67例。
5月26日，新增确诊106例，累计2403例。新增治愈3例，累计治愈340例；新增死亡1例，累计死亡68例。
5月27日，新增确诊143例，累计2546例。新增治愈25例，累计治愈365例。
5月28日，新增确诊114例，累计2660例。新增治愈16例，累计治愈381例；新增死亡1例，累计死亡69例。
5月29日，新增确诊173例，累计2833例。新增治愈19例，累计治愈400例。
5月30日，新增确诊133例，累计2966例。新增治愈28例，累计治愈428例。
5月31日，新增确诊83例，累计3049例。新增治愈20例，累计治愈448例；新增死亡3例，累计死亡72例。

### 6月
6月1日，新增确诊146例，累计3195例。新增治愈6例，累计治愈454例。
6月2日，新增确诊131例，累计3326例。新增治愈28例，累计治愈482例。
6月3日，新增确诊169例，累计3495例。新增治愈10例，累计治愈492例；新增死亡3例，累计死亡75例。
6月4日，新增确诊149例，累计3644例。新增治愈3例，累计治愈495例；新增死亡3例，累计死亡78例。
6月5日，新增确诊120例，累计3764例。新增治愈17例，累计治愈512例；新增死亡3例，累计死亡81例。
6月6日，新增确诊114例，累计3878例。新增治愈28例，累计治愈537例；新增死亡1例，累计死亡82例。
6月7日，新增确诊138例，累计4016例。新增死亡3例，累计死亡85例。
6月8日，新增确诊90例，累计4106例。新增死亡3例，累计死亡88例。
6月9日，新增确诊153例，累计4259例。新增治愈2例，累计治愈539例；新增死亡2例，累计死亡90例。
6月10日，新增确诊131例，累计4390例。新增治愈26例，累计治愈565例；新增死亡6例，累计死亡96例。
6月11日，新增确诊125例，累计4515例。新增治愈2例，累计治愈567例；新增死亡2例，累计死亡98例。
6月12日，新增确诊122例，累计4637例。新增治愈13例，累计治愈580例；新增死亡3例，累计死亡101例。
6月13日，新增确诊87例，累计4724例。新增治愈15例，累计治愈595例；新增死亡5例，累计死亡106例。
6月14日，新增确诊54例，累计4778例。新增治愈5例，累计治愈600例；新增死亡1例，累计死亡107例。